# راسيل ألين (دراج)
راسيل ألين (بالإنجليزية: Russell Allen)‏ هو دراج أمريكي، ولد في 10 مارس 1913 في أورول في الولايات المتحدة، وتوفي في 2 أبريل 2012.

## وصلات خارجية
- راسيل ألين على موقع أوليمبيديا (الإنجليزية)